# Osteopenia
Osteopenia – stan, w którym gęstość mineralna kości jest niższa niż normalnie, 
Zwykle uznawana jest za początek osteoporozy, która jednak nie u każdej osoby z osteopenią się rozwinie. Stan ten rozpoznaje się, gdy T-Score wynosi od -1.0 do -2.5. 
Osteopenia charakteryzuje się zmniejszaniem masy tkanek kostnych przy zachowaniu zdolności do właściwej mineralizacji, czyli odkładania się w kościach fosforanów wapnia.